# Championnat de France de football 1907 (USFSA)
Navigation
Championnat 1906 Championnat 1908
Le Championnat de France de football USFSA 1907 met aux prises les champions régionaux de l'USFSA.

## Championnat de France

### Participants
Les 18 participants sont les vainqueurs des championnats régionaux :
- Champion de Paris : Racing club de France
- Champion du Nord : Racing Club de Roubaix
- Champion de Haute-Normandie : Le Havre Athletic Club
- Champion de Basse-Normandie : Club Sportif Caennais
- Champion de Bretagne : Union Sportive Servannaise
- Champion de Picardie : Sporting Club Abbeville
- Champion de Champagne : CPN Châlons
- Champion de Guyenne et Gascogne : Burdigala
- Champion du Littoral : Olympique de Marseille
- Champion de Lorraine : Groupe Sportif nancéien
- Champion de Bourgogne : Sports Réunis Montbéliardais
- Champion des Pyrénées : Stade Olympien des Étudiants Toulousains
- Champion du Lyonnais : Lyon Olympique
- Champion du Languedoc : Olympique de Cette
- Champion de la Côte d'Azur : Sporting Club de Draguignan
- Champion d'Angoumois : US Cognaçaise
- Champion du Centre-Ouest : Union Sportive Le Mans
- Champion des Ardennes :
- Champion de l'Atlantique : RC Angevin

Les champions de Basse-Normandie, des Ardennes et de l'Atlantique devaient participer, mais ils déclarent forfait.

### Premier tour préliminaire
- 24 février 1907
  - À Bordeaux. Burdigala Bordeaux - US Cognaçaise
  - À Sète. Olympique de Cette 0-5 Stade Olympique des Étudiants Toulousains
  - CPN Châlons 5-0 Groupe Sportif Nancéien
  - À Marseille. Olympique de Marseille 9-1 Sporting Club de Draguignan

### Deuxième tour préliminaire
- 3 mars 1907[1]
  - CPN Châlons 1-0 Sporting Club Abbeville
  - À Toulouse. Stade Olympique des Étudiants Toulousains 7-1 Burdigala Bordeaux
  - Olympique de Marseille 8-1 Lyon Olympique

- - RC Roubaix, Le Havre AC, US Le Mans, RC France et Union sportive Servannaise qualifiés d'office. L'US Le Mans qualifiée parce que le champion de Basse-Normandie (CCS Caen) a été titré trop tard. Idem pour l'US St-Servan (le champion de l'Atlantique, qui sera le RC Angers, n'est pas encore titré)

### Quarts de finale
- 10 mars 1907
  - RC Roubaix 7-0 CPN Châlons
  - Le Havre AC - US Le Mans (forfait du Mans)
  - RC France 5-0 Union sportive Servannaise
  - Olympique de Marseille 1-0 Stade Olympique des Étudiants Toulousains

### Demi-finales
- 17 et 24 mars 1907
  - RC France 3-1 Olympique de Marseille
  - RC Roubaix 1-1 Le Havre AC (match à rejouer)
  - RC Roubaix 7-1 Le Havre AC (match rejoué)

### Finale
La finale a lieu le dimanche 7 avril 1907.
| 7 avril 1907 | RC France     | 3 – 2 | RC Roubaix                 | Parc des Princes, Paris    |                            |
| | Astley , 84e, | (0 – 1) | François 12e · Jenicot 51e | Arbitrage : Albert Collier | Arbitrage : Albert Collier |
| André Trousselier – Pierre Allemane, Victor Sergent – A. Tunmer, H. Jordan, Goubeault – André Puget, J. Jordan, Raoul Matthey, Astley, René Fenouillère | Équipes       | A. Renaux – George Scott, Jean Dubly – Jean Dubrulle, C. Renaux, Adolphe Smeets – Émile Sartorius, Jenicot, François, A. Dubly, G. Collette |                            | Arbitrage : Albert Collier | Arbitrage : Albert Collier |

## Sources
- (en) Frédéric Pauron, « France 1892-1919 : 1906/07 », sur rsssf.com, 24 avril 2004 (consulté le 16 octobre 2009)
- calendrier, Messidor, 16/02/1907, p3